# Чернушка эма
Чернушка эма (лат. Erebia oeme) — дневная бабочка из семейства бархатниц, вид рода Erebia. Длина переднего крыла 21 — 23 мм.

## Этимология названия
Эма — женское имя греческого происхождения.

## Ареал и места обитания

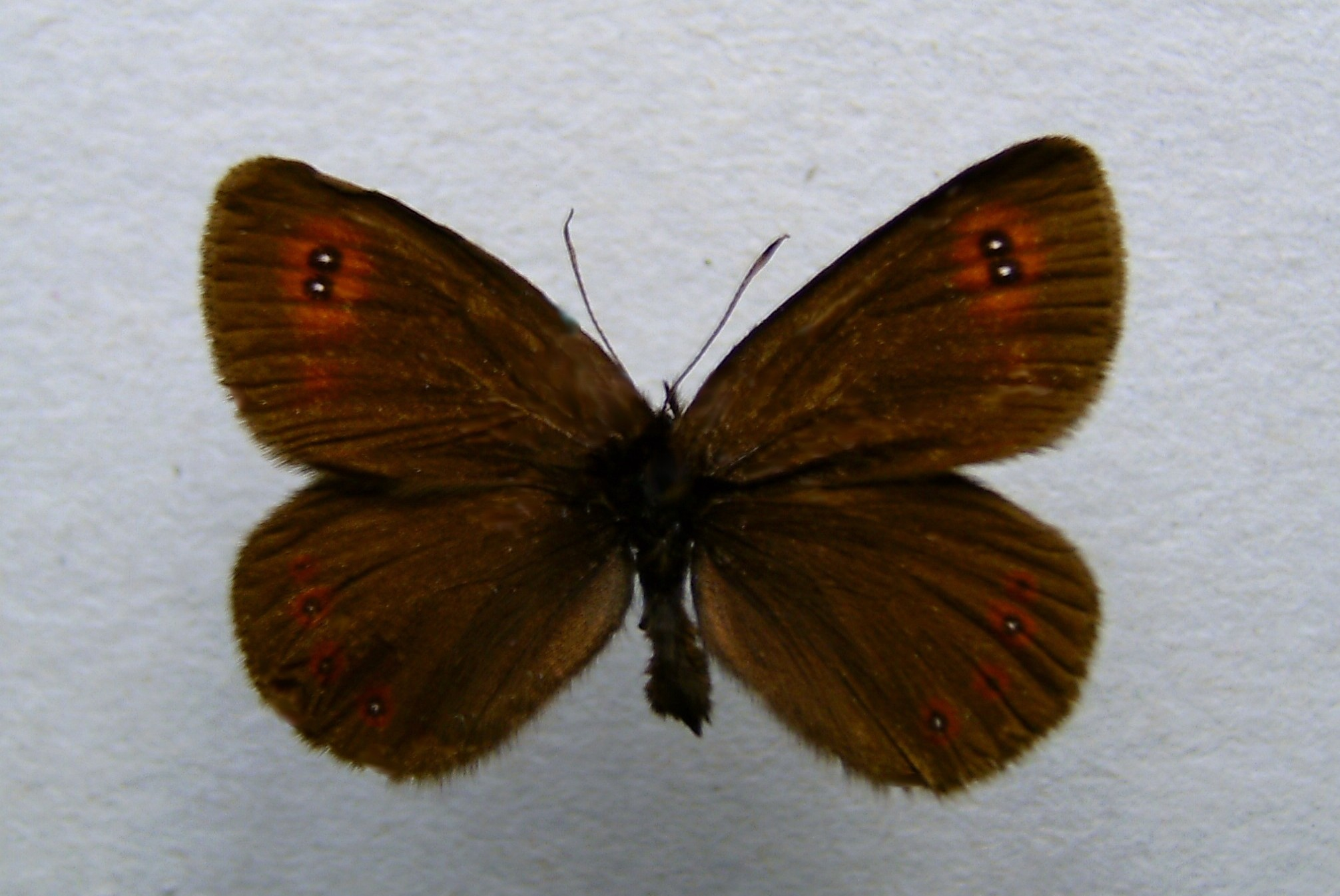

Горы Южной и Центральной Европы (Пиренеи в Испании, Франция, Андорра, Швейцария, Юго-восточная Германия, Австрия, Словения, Хорватия, Босния и Герцеговина, Сербия, Северная Македония, Греция, Болгария, Словакия). В фауну бывшей Чехословакии вид включался без точных указаний местности согласно книге Шварца.
Бабочки населяют альпийские, субальпийские луга, лесные поляны, берега рек и ручьев и болота с высоким травостоем.

## Биология
Развивается в одном поколении за год на небольших высотах. В высокогорье развитие гусениц проходит за два года. Время лёта с середины июня по середину августа, в зависимости от высотного пояса. Стадия яйца длится около 10 дней. Гусеницы в среднегорье развиваются с июля (зимуют) по май-июнь следующего года, в высокогорье уходят еще на одну зимовку. Окукливаются на поверхности земли. Кормовые растения гусениц: трясунка средняя, осока повислая, осока, овсяница красная, овсяница, бухарник, ожика беловатая, молиния голубая, мятлик дубравный, мятлик луговой, мятлик.